# Fernando Madoz
Fernando Madoz e Ibáñez (Pamplona, 1804-Mataró, 1866) fue un político español, hermano del más conocido Pascual Madoz.

## Biografía
Nacido el 30 de mayo de 1804 en la ciudad navarra de Pamplona, obtuvo escaño de diputado a Cortes por la provincia de Zaragoza en 1843 y por la provincia de Huesca en las Cortes constituyentes de 1854. Falleció en la localidad barcelonesa de Mataró hacia octubre de 1866, según alguna fuente el día 3 de dicho mes. Era hermano de Pascual Madoz.